# Lahat Tengah
Lahat Tengah is een bestuurslaag in het regentschap Lahat van de provincie Zuid-Sumatra, Indonesië. Lahat Tengah telt 2623 inwoners (volkstelling 2010).